# Си Брајт (Њу Џерзи)
Си Брајт (енгл. Sea Bright) град је у америчкој савезној држави Њу Џерзи.

## Демографија
По попису из 2010. године број становника је 1.412, што је 406 (-22,3%) становника мање него 2000. године.
| Група             | 2000.         | 2010.         |
| Белци             | 1.651 (90,8%) | 1.279 (90,6%) |
| Афроамериканци    | 32 (1,8%)     | 11 (0,8%)     |
| Азијати           | 41 (2,3%)     | 32 (2,3%)     |
| Хиспаноамериканци | 82 (4,5%)     | 78 (5,5%)     |
| Укупно            | 1.818         | 1.412         |